# Campoplex rothii
Campoplex rothii är en stekelart som först beskrevs av Holmgren 1860.  Campoplex rothii ingår i släktet Campoplex och familjen brokparasitsteklar. Arten är reproducerande i Sverige. Inga underarter finns listade.